# Josep Caritg i Arnó
Josep Caritg i Arnó (Badalona, 12 de maig de 1841 — Premià de Mar, 6 de febrer de 1897) va ser un terratinent i polític català. Militant del Partit Conservador, va ser alcalde de Badalona dues vegades (1879-1881 i 1884-1886) durant la Restauració borbònica.

## Biografia
Nascut a Badalona el 12 de maig de 1841 al si d'una família benestant, fill de Francesc Caritg i Alibés, adroguer de professió natural de Lliurona, i Josepa Arnó i Anglada, natural de Mataró.

### Activitats econòmiques
Inicialment succeí al seu pare a l'adrogueria de la família, si bé a final de la dècada dels 1860 se'n va desprendre i inicià la compra d'un seguit de terres, de les quals les més importants les adquirí del marquès de Rubí, com és el turó d'en Claris, que va passar a rebre el nom de Caritg. Les terres les dedicà a conreu, especialment de vinya, i començà a produir els seus propis vins. També exercí com a procurador, és a dir, d'administrador de finques rústiques i urbanes, així com a la construcció d'habitatges en terrenys de la seva propietat a Badalona i Llinars del Vallès.

### Activitat política
En l'àmbit polític fou militant del Partit Liberal Conservador, va tenir especial importància a nivell local. Considerat pels seus adversaris polítics com una persona autoritària, se l'ha de considerar un polític caciquista dintre de la tònica de la Restauració. Amb tot, va iniciar-se en la política probablement amb la revolució de 1868, si bé entrà com a regidor a l'Ajuntament de Badalona el 1876, passant a ser alcalde el 1879 i cessant del càrrec el 1881. Esdevingué regidor de nou el 1883 i no ho deixaria de ser fins a 1891. Entre 1884 i 1886 va ser de nou alcalde, en tots dos casos va succeir el liberal Francesc d'A. Guixeras i Viñas. Entre les seves actuacions com a alcalde destaca la creació d'una casa de beneficència (1881), tot i que en el segon mandat fou important la seva lluita contra l'epidèmia de còlera.

### Família
En l'àmbit familiar, es casà amb Josepa Argemí i Vidal, amb qui va tenir cinc filles, de les quals van arribar quatre a l'edat adulta. Dues d'elles, Carme i Concepció, es van casar, respectivament, amb el farmacèutic Joan Surroca i el terratinent i futur alcalde de Badalona Martí Pujol.

### Mort
El final de la seva vida va ser tràgic, es va suïcidar el 6 de febrer de 1897 a Premià de Mar. Les raons que es van barallar en aquell moment va ser una suposada fallida econòmica per una baixada de valors de la borsa en què havia invertit, amb la consegüent impossibilitat de tornar els diners que tenia en préstec dels seus clients. La família acceptà l'herència i organitzà una subhasta amb els béns del difunt per tal de cobrir els deutes pendents.